# 万寿街道
万寿街道，是中华人民共和国辽宁省朝阳市建平县下辖的一个街道办事处，1939年以前曾称叶柏寿。

## 行政区划
万寿街道下辖以下地区：
启工社区、城关社区、东村、西村、宋杖子村、黄土梁子村、扎塞营子村、老西店村、东大杖子村、大板沟村、小平房村、平安地村和北三家村。